# Robert Merton
Robert King Merton, nascido Meyer R. Schkolnick, (Filadélfia, 5 de Julho de 1910 — Nova Iorque, 23 de Fevereiro de 2003) foi um sociólogo estadunidense. Ele foi o 47º presidente da American Sociological Association.

## Vida
Robert K. Merton nasceu na Filadélfia em 4 de julho de 1910 como Meyer Robert Schkolnick em uma família de judeus russos de língua iídiche que emigraram para os EUA em 1904. Merton estudou desde 1927 na Temple University com George E. Simpson. Desde 1931 ele foi assistente de pesquisa com Pitrim A. Sorokin na Universidade de Harvard, onde lecionou até 1937. Em 1938, ele se tornou professor na Tulane University e em 1941 na Columbia University, onde foi Professor Giddings de Sociologia em 1963 e o posto de Professor Universitário em 1974. De 1942 a 1971 ele foi Diretor Associado do Bureau de Pesquisa Social Aplicada lá. Em 1984 ele se aposentou do ensino. Ele também foi professor adjunto na Rockefeller University e atuou na Russell Sage Foundation.
Merton casou-se pela primeira vez em 1934 com Suzanne Carhart e tiveram três filhos, entre eles Robert C. Merton, ganhador do Prêmio Nobel de Economia em 1997. Divorciou-se em 1968 e casou-se novamente em 1993 com a socióloga Harriet Zuckerman.

## Tese de Merton
Merton iniciou sua carreira acadêmica com uma importante contribuição tanto para a sociologia da religião quanto para a sociologia da ciência. Em 1938, ele desenvolveu a tese de Merton (batizando-a com o próprio nome) em seu primeiro livro Ciência, Tecnologia e Sociedade na Inglaterra do século XVII. Consiste em duas partes independentes:
- Primeiro, a tese é uma teoria de que as mudanças na ciência são causadas pelo acúmulo de observações e técnicas experimentais e abordagens metodológicas aprimoradas.
- Em segundo lugar, a tese argumenta que a popularidade da ciência na Inglaterra do século XVII e a afiliação dos membros da Royal Society a igrejas particulares - a maioria dos cientistas ingleses da época eram puritanos ou outros protestantes - se devem a uma correlação entre crenças e comportamentos protestantes e os princípios da ciência podem ser explicados. Na opinião de Merton, o puritanismo inglês e o pietismo alemão foram responsáveis pela revolução científica dos séculos XVII e XVIII. Merton explicou essa conexão como uma sinergia significativa entre os valores ascéticos do protestantismo e os da ciência moderna. O protestantismo encorajou a pesquisa científica atribuindo-lhe a tarefa de descobrir a obra de Deus no mundo. Ao fazer isso, ele forneceu uma justificativa religiosa para a pesquisa científica.[2][3]

## Trabalho
Ele tentou superar a estática do funcionalismo estrutural de Parsons enfatizando a dinâmica dos processos sociais.
Merton tornou-se conhecido por sua posição de que falta à sociologia a base empírica para desenvolver grandes teorias. Nesse sentido, preconiza concentrar-se nas teorias de médio alcance, nas quais a geração de teorias pode estar vinculada a uma fundamentação empírica.

## E ciência estendida
Em meados da década de 1930, Merton preocupava-se com o fenômeno do nacional-socialismo e, principalmente, com a disposição dos cientistas alemães de se colocarem a serviço do regime nazista. Portanto, em uma palestra de 1937 (“Ciência e a Ordem Social”) e um ensaio de 1942 (“Ciência e Estrutura Social Democrática”), ele tentou traçar uma linha estrita entre “real”, isto é, ciência democrática e ética sobre por um lado, e "anticiência" antiética e anti-intelectual, por outro. De acordo com Merton quatro características distinguem a ciência real:
1. Universalismo - A avaliação da pesquisa científica deve ser independente da pessoa ou atributos sociais do cientista responsável realizada. Isso significa que a etnia, nacionalidade, religião, posição social e características pessoais do pesquisador não devem ser usados para desacreditar sua pesquisa ou para sublinhar sua credibilidade. (Este princípio foi dirigido principalmente contra a exclusão dos judeus da comunidade científica alemã.)
2. Comunismo - Os resultados da produção de conhecimento científico são o produto de esforços coletivos de cooperação e estão, em princípio, disponíveis gratuitamente a todos os membros da comunidade científica a qualquer momento.
3. Desinteresse: segundo o qual os cientistas são recompensados por agir de maneiras que externamente parecem altruístas.
4. Ceticismo organizado - Tanto sua nos métodos de pesquisa deve ser assegurada como na proteção institucional de pesquisa que um julgamento final só será tomada se todos os elementos necessários estão disponíveis.

Essas características, também conhecidas como princípios CUDOS após as primeiras letras inglesas destes quatro conceitos, impactaram a percepção extremamente negativa da ciência alemã durante a era nazista, especialmente na Grã-Bretanha e nos EUA, que em sua totalidade foi rejeitada como "antiética" ou até mesmo "sem valor". No entanto, isso contradizia o interesse de todas as partes beligerantes aliadas, na Segunda Guerra Mundial, em conseguir o máximo possível de cientistas alemães para se beneficiar de suas descobertas (ver Operação Overcast).

## Teoria da anomia
Merton é também o fundador de uma teoria da anomia criminal e sociologicamente importante (formulada pela primeira vez em 1938). Ele assume uma contradição entre os objetivos culturais legítimos de uma sociedade (por exemplo, consumo em conexão com símbolos de status) e a distribuição desigual dos meios (por exemplo, dinheiro, influência, relacionamentos) com os quais esses objetivos podem ser alcançados. Em tal situação surge a anomia que, de acordo com Merton, pode ser respondida de cinco maneiras.
- Conformidade: os objetivos culturais são aceitos, os meios legais para alcançá-los estão disponíveis.
- Inovação: Objetivos culturais são aceitos, os meios para alcançá-los não estão disponíveis e estão sendo substituídos por meios ilegais (consequência: crime).
- Ritualismo: os objetivos culturais são aceitos, mas os objetivos individuais são reduzidos de forma que os meios legais para alcançá-los sejam suficientes.
- Retirada: Os objetivos culturais, bem como os meios legais são rejeitados (consequência: exclusão de si mesmo ou dos outros).
- Rebelião: Objetivos culturais e meios legais são abandonados e devem ser substituídos por novos.

## Publicações
- 2003: The Travels and Adventures of Serendipity: A Study in Sociological Semantics and the Sociology of Science (mit Elinor Barber). Princeton University Press, ISBN 0-691-11754-3
- 1993: (1965) On the Shoulders of Giants: A Shandean Postscript: The Post-Italianate Edition (mit Umberto Eco und Denis Donoghue). University of Chicago Press; Reprint edition, ISBN 0-226-52086-2.
- 1985: Entwicklung und Wandel von Forschungsinteressen. Aufsätze zur Wissenschaftssoziologie. Mit einer Einleitung von Nico Stehr. Suhrkamp Verlag, Frankfurt am Main, ISBN 3-518-57710-7.
- 1976: Sociological Ambivalence and other Essays. The Free Press, New York, ISBN 0-02-921120-4.
- 1973: The Sociology of Science. Theoretical and Empirical Investigations. University of Chicago Press, Chicago, ISBN 0-226-52091-9.
- 1968: The Matthew effect in science. In: Science, 159, S. 59–63
- 1968: Sozialstruktur und Anomie. In: F. Sack, R. König (Hrsg.): Kriminalsoziologie. Frankfurt am Main, S. 283–313.
- 1965: On the shoulders of giants (siehe 1993)
  - (deutsche Ausgabe) Auf den Schultern von Riesen. Ein Leitfaden durch das Labyrinth der Gelehrsamkeit. Syndikat, Frankfurt 1980, ISBN 3-8108-0128-3; auch: Suhrkamp (suhrkamp taschenbuch wissenschaft), zuletzt 3. Auflage, Frankfurt a. M. 2010
- 1949: Social Theory and Social Structure. Toward the codification of theory and research, Glencoe: Ill. (Revised and enlarged edition 1959)
- 1946: Mass Persuasion. The Social Psychology of a War Bond Drive. Harper & Brothers Publishers, New York.
- 1938: Science, Technology and Society in 17th-Century England

## Literatura
- Renate Breithecker-Amend: Wissenschaftsentwicklung und Erkenntnisfortschritt: zum Erklärungspotential der Wissenschaftssoziologie von Robert K. Merton, Michael Polanyi und Derek de Solla Price. Waxmann, Münster 1992.
- Craig J. Calhoun (ed.): Robert K. Merton: sociology of science and sociology as science. Columbia University Press, New York 2010
- I. Bernard Cohen (ed.): Puritanism and the Rise of Modern Science: the Merton Thesis. Rutgers University Press, 1990, ISBN 0-8135-1530-0
- Jon Clark (ed.): Robert K. Merton: consensus and controversy. The Falmer Press, London 1990.
- Lewis A. Coser: The Idea of Social Structure. Papers in Honor of Robert K. Merton. Harcourt Brace Jovanovich, New York 1975, ISBN 0-15-540548-9.
- Charles Crothers: Robert K. Merton. Ellis Horwood, Chichester 1987, ISBN 0-7458-0122-6.
- Thomas F. Gieryn: Science and Social Structure. A Festschrift for Robert K. Merton. In: New York Transactions of The New York Academy of Sciences, 1980, ISBN 0-89766-043-9.
- Gönke Christin Jacobsen: Sozialstruktur und Gender: Analyse geschlechts-spezifischer Kriminalität mit der Anomietheorie Mertons. VS Verlag, Wiesbaden 2007.
- Realino Marra: Merton e la teoria dell’anomia. In: Dei Delitti e delle Pene, V-2, 1987, S. 207–221.
- Markus Schnepper: Robert K. Mertons Theorie der self-fulfilling prophecy: Adaption eines soziologischen Klassikers. Lang, Frankfurt 2004.
- Piotr Sztomka, Robert Merton. In: George Ritzer (ed.): Blackwell Companion to Major Contemporary Social Theorists. Blackwell Publishing, ISBN 1-4051-0595-X, Google Print
- Piotr Sztompka: Robert K. Merton. An intellectual profile. Macmillan, Basingstoke 1986, ISBN 0-333-37210-7.
- Jürgen Mackert, Jochen Steinbicker: Zur Aktualität von Robert K. Merton. VS Verlag, Wiesbaden 2013, ISBN 978-3-531-18417-3.
- Maritsa V. Poros, Elizabeth Needham: Writings of Robert K. Merton, in: Social Studies of Science, Vol. 34, No. 6 (Dezember 2004), Seiten 863–878.